# Катастрофа Boeing 737 у Яванському морі (2018)
Катастрофа Boeing 737 авіакомпанії Lion Air — авіаційна катастрофа, що відбулася 29 жовтня 2018 року над Яванським морем. Літак Boeing 737 MAX індонезійської компанії Lion Air виконував рейс зі столиці країни Джакарти до міста Панкалпінанг. За 13 хвилин після зльоту зв'язок із літаком було втрачено, коли той перебував над морем, свідки на кораблі, що перебував поблизу місця катастрофи повідомили, що бачили падіння літака. За даними ресурсу Flightradar, він вилетів із Джакарти о 6:20 за місцевим часом (1:10 за Києвом), а о 6:33 зник (1:33). За словами гендиректора Lion Air Group Едварда Сіраїта, у цього літака раніше були технічні неполадки, які проявилися під час перельоту з острова Балі до Джакарти.
На борту перебувало 181 пасажир та 8 членів екіпажу. Усі загинули. Консульська служба МЗС України повідомила, що українців немає в списках пасажирів і членів екіпажу.
За словами слідчих, попередній звіт про аварію мають оприлюднити протягом місяця, однак для підведення остаточних висновків стосовно причин катастрофи знадобляться місяці.